# Monte Popera
Monte Popera (německy Hochbrunner Schneid) je dolomitová hora o nadmořské výšce 3 046 m nalézající se v Sextenských Dolomitech. Nachází se mezi provinciemi Belluno a Trento.

## Popis
Monte Popera leží jižně od vrcholu Cima Undici mezi údolími Val Popera (na východě) a Val Fiscalina (na západě) a je hlavním vrcholem horské skupiny Popera, která je velmi složitá z hlediska orografie a počtu vrcholů. Nejvyšším vrcholem horské skupiny Popera je Cima Undici (3 096 m), dvojvrchol tvořený jediným hřebenem s velkou strukturní složitostí, který představuje severozápadní větev, zatímco Monte Popera představuje bod spojení různých hřebenů horské skupiny: Zsigmondy a Giralba na jihu a jihozápadě, Cima Bagni na jihovýchodě a Croda Rossa a Cima Undici na severu a severovýchodě.
O masiv Monte Popera se během první světové války vedly urputné boje, zejména o vrcholy Cima Undici a Croda Rossa, jižní bašty údolí val Fiscalina.
Samotná hora Monte Poperoje orientována severojižním směrem se soustavou kotlin propojených žleby směrem k severozápadu (Busa di Dentro); na vrcholu se nachází malá plošina, směrem k východu spadá kompaktní stěnou k rifugio Antonio Berti v údolí Vallon Popera) a směrem k jihovýchodu stěnou členěnou do několika pilířů (Cadin di Stallata), směrem k jihozápadu klesá širokou strží mezi rozsáhlými stěnami (val Giralba). Směrem k jihovýchodu se Popera spojuje s Cima Bagni (2 983 m) dlouhým a velmi složitým hřebenem vrcholů a vyvýšenin: cima Popera (2.957 m), Fulmini di Popera (2.745 m), Guglie di Stallata (I, II, III, IV) a Campanili di Popera (III, II, I). Směrem na jih a jihozápad se k němu připojují hory Giralba di Sotto (2 878 m) a Giralba di Sopra (2 930 m), které jsou spojeny rozsochou Giralba Alta (2 787 m). Na severozápadě je Monte Popera spojena s Cima Undici hřebenem Zsigmondy (2 922 m). Na východním úbočí Monte Popera se nachází soustava výstupků a kotlin, které dohromady tvoří ledovec Ghiacciaio Pensile, významnější ze dvou malých ledovců v Sextenských Dolomitech (druhý se nachází v Busa di Dentro).

## Alpinismus
Vrchol Monte Popera poprvé zdolal v září 1874 Santo Siorpaes s Mauricem Holzmannem přes kotlinu Busa di Dentro po dnes běžné cestě na vrchol. V roce 1893 vylezli O. Schuster a H. Moser severovýchodním žlabem, kterým později alpská vojska dosáhla vrcholu Monte Popera a hřebene Zsigmondy.
Ledovec Ghiacciaio Pensile byl ve dvacátých a třicátých letech 20. století několikrát vylezen, přičemž první částečnou cestu vylezli Celso Gilberti, R. Spinotti a L. Chiussi v roce 1927. Západní stěnu vylezli v roce 1947 G. Del Vecchio a M. Mauri, zatímco skrytou osamocenou stěnu Cadin di Stallata zdolali v roce 1951 W. Cesarato a G. Ruffato a později ve stejné stěně W. Romano, F. Janovitz a T. Ogrisi zdolali v roce 1966 také velký a převislý jihovýchodní pilíř, který stěnu vlevo uzavírá, a otevřeli tak rozsáhlou a obtížnou cestu VI. stupně. Konečně v roce 1971 G. Zandonella a C. Osta vylezli také dihedrálu vpravo od pilíře ve středu stěny (via dei Comelicesi).

## Přístupnost
Monte Popera je navzdory své výšce málo navštěvovanou horou.
Na vrchol je možné vystoupit od chaty Zsigmondyhütte v údolí val Fiscalina po Via normale, dlouhé a únavné cestě přes Busa di Dentro (převýšení 900 m, obtížnost I a II); nebo od chaty Rifugio Antonio Berti v údolí Popera dlouhou a obtížnou cestou s převýšrním přes 1100 m přes ledovec Ghiacciaio Pensile.
Dalšími pozoruhodnými výstupy jsou "spigolo dei Triestini" nad Cadin di Stallata (převýšení 500 m, obtížnost V a VI), "via dei Comelicesi" ve stejné stěně (převýšení 500 m, obtížnost V a A1) a přímý výstup (převýšení 500 m, obtížnost IV a V).

## Zajímavost
V červnu 1987 byla u příležitosti 35. výročí založení horské dělostřelecké skupiny "Asiago" z Dobbiaca rozložena houfnice 105/14 Mod. 1917. Houfnice byla nejprve vyvezena do nadmořské výšky 2 236 metrů k chatě Zsigmondy-Comici, kde byl zřízen předsunutý tábor. Následujícího dne byla houfnice vynesena po částech na vrchol hory, kde byla znovu sestavena a byly z ní vypáleny dva výstřely.

## Galerie

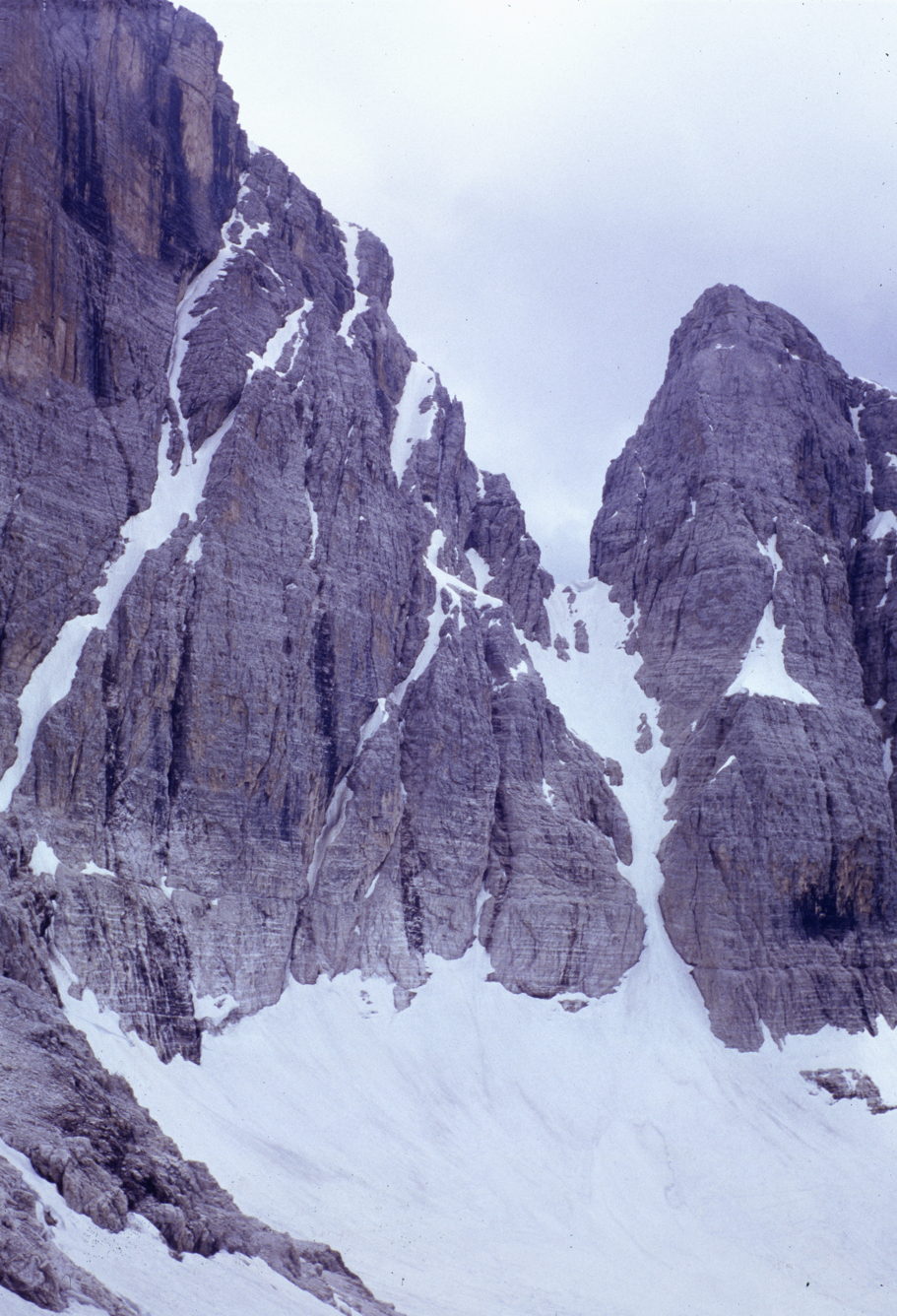
Popera, Busa di Dentro, Forcella Alta di Giralba
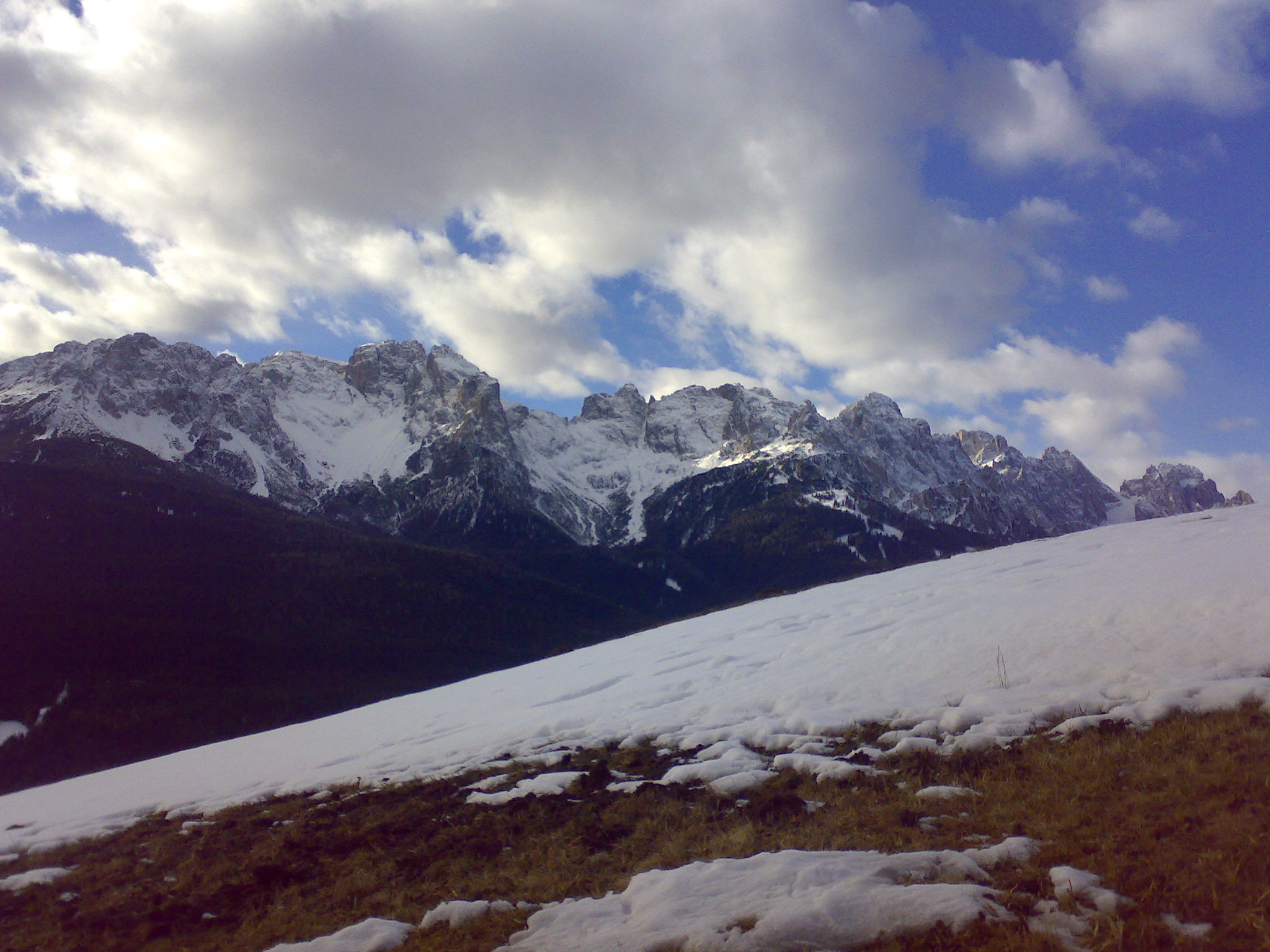
horská skupina Popero
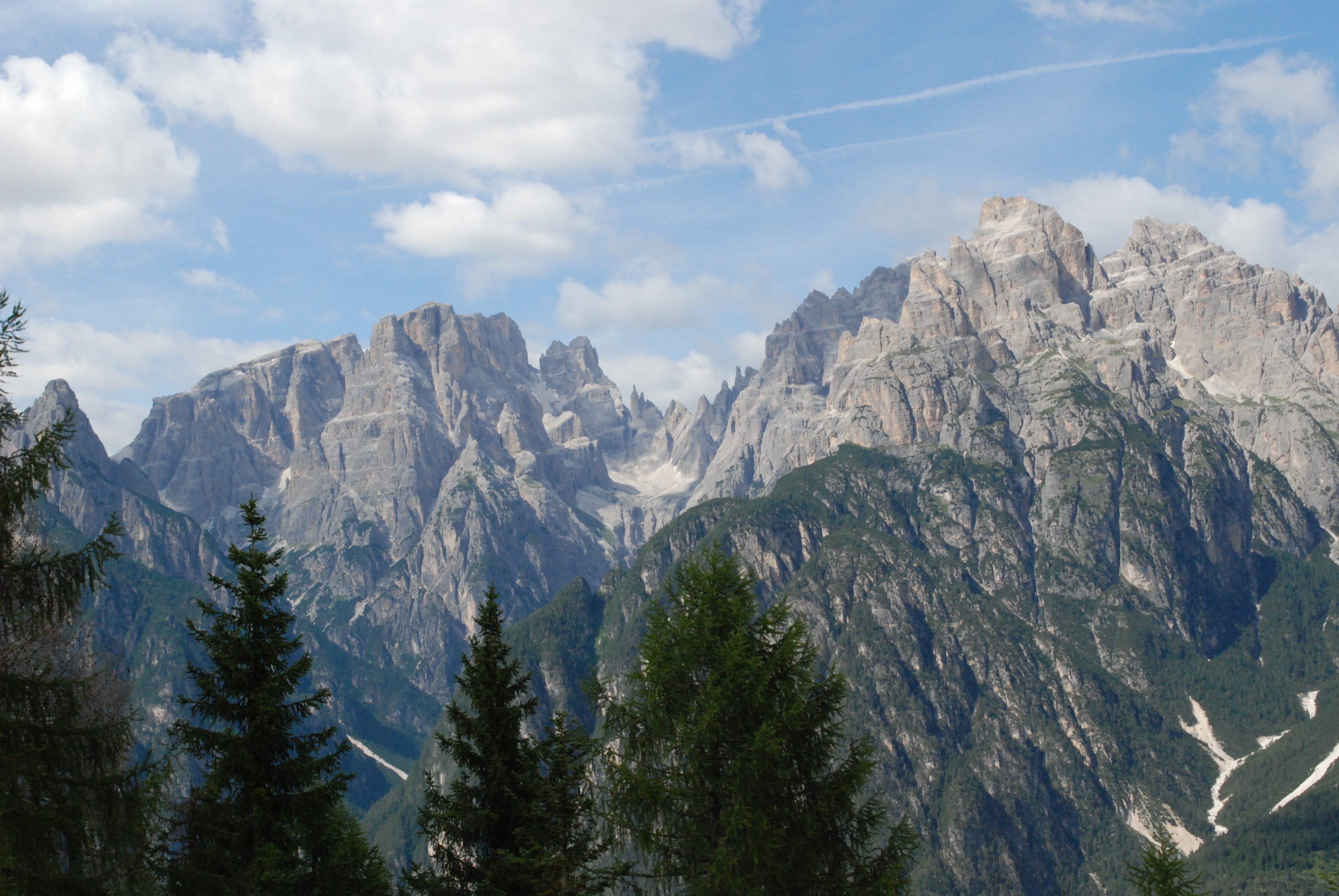
Monte Giralba z Monte Popera, Guglie di Stallate a Croda di Ligonto